# 鉄欠乏性貧血
鉄欠乏性貧血（てつけつぼうせいひんけつ、英: Iron-deficiency anemia, IDA）は、体内に鉄が不足する事により、充分にヘモグロビンを生産できなくなることで生じる貧血のことである。なお、貧血症状などの典型的な鉄欠乏症状を呈していないが、貯蔵鉄が減少している状態は「隠れ貧血」とも呼ばれる。

## 病態
赤血球は細胞内に血色素（ヘモグロビン;Hb）を含有しており、鉄は血色素を構成する必須成分の1つである。血色素が酸素を結合して運べるのは、鉄分の存在によるものである。その鉄分が体内で不足する事により、充分な血色素を生合成できなくなり生じる貧血である。赤血球数は、正常域にあることが多いため、赤血球1つ1つに含まれる血色素量は低下する（低色素性）。また、赤血球の前駆細胞である赤芽球も、赤色骨髄内での数が増加するものの、そのサイズは正常な赤芽球と比べると小さい（つまり、小さな赤芽球が大量に作られる）。
- 生殖年齢の女性は、月経により定期的に出血を生じるが、その際、赤血球に含まれる鉄も体外に排出される。そのため、女性は基本的に鉄分が不足しがちである。
  - 若年女性などが偏食や無理な減量によって必要な量の鉄を摂取していない場合は鉄欠乏性貧血に陥りやすい。
  - 子宮筋腫の存在する女性が更年期近くになって出血量が増加し鉄欠乏性貧血になる例も多く見られる。
- 胃潰瘍、胃癌、痔、大腸癌、大腸憩室出血などの消化管出血が鉄欠乏の原因となることがある。特に右半大腸癌は鉄欠乏性貧血が唯一の症状であることがある。まれに他の悪性腫瘍が原因で慢性的に出血して鉄欠乏性貧血を生じる事もある。特に偏食をしているわけでもない男性が鉄欠乏性貧血であった場合、しばしば消化管からの慢性的な出血を疑う。

鉄欠乏性貧血の診断はさほど難しくはないが、診断・治療にあたっては下記のように原因を検索する必要があり、その際出血の有無、出血源を調べる。

### 潜在性鉄欠乏症
貯蔵鉄が減少している状態で血清フェリチン値により判定される。小児期の学習障害、異食症やむずむず脚症候群などの体調不良との関連性を示唆する報告がある。
| 貯蔵鉄量     | 血清フェリチン値(ng/mL) |
| ------------ | ----------------------- |
| 鉄欠乏・枯渇 | 12未満                  |
| 鉄の減少     | 12 - 25未満             |
| 基準範囲     | 25 - 250未満            |
| 鉄の増加     | 250 - 500未満           |
| 鉄過剰       | 500以上                 |

## 原因
鉄の出納が喪失側に偏ると起る。しかし、体内には鉄の予備（貯蔵鉄）が存在するため、この貯蔵鉄が枯渇するまでは鉄欠乏性貧血とならない。

### 鉄の体外への喪失
慢性的な出血によって、材料の鉄を喪失するため起る。赤血球を慢性的に失う病態として以下の物が挙げられる。
- 月経過多 - 月経の頻度や量が造血能に比べて相対的に多すぎる。
- 悪性腫瘍 - 特に消化管の腫瘍は出血を伴うことが多く、赤血球・鉄喪失の原因となる。
- 潰瘍性大腸炎 - 腫瘍以外で長期の出血を来す代表的な疾患。

### 鉄の摂取不足
偏食や無理な減量によって鉄摂取が不足した場合も鉄欠乏性貧血の原因になる。

### 鉄の吸収不良
手術で胃を切除したり、腸管の大規模な切除を行うと、鉄の吸収が難しくなる。

### 鉄の利用量の急激な増大
鉄がヘモグロビンの合成以外に大量に使用された場合。
- 妊娠 - 胎児が鉄を必要とするため、妊婦の利用できる鉄が減る。
- 急激な成長 - 生理的貧血とも呼ばれる。例えば筋肉の成分の1つミオグロビンなどにも鉄が使われるため、ヘモグロビン生成に使える鉄が減る。

## 統計
- 発症年齢は若年～中年に多い。
- 性差は女性に多い。女性は月経に伴って定期的に赤血球を失っているため男性に比べて貧血に陥りやすい。
- 発症頻度は貧血の中で最も多い。

## 症状
- 主な自覚症状は、易疲労感（疲れやすい）、倦怠感、動悸、耳鳴り、めまい、呼吸困難感、顔色が悪い、食欲が落ちる等の貧血症状がある。ひどくなると起き上がることも出来なくなる。
- そのほかに特有の症状として指の爪（つめ）が上向きに反り返る。指の爪（つめ）が上向きに反り返る事を匙状爪（さじじょうそう）、スプーン爪(英: spoon nail)、などと言う。
- 重度の鉄欠乏状態では氷を大量に摂取したくなる氷食症（pagophagia）が出現することがある。これは異食症の一種であり、鉄剤による治療で改善するケースが多く報告されている[6]。
- 眼瞼結膜は蒼白となる。
- 手掌皮溝蒼白(palmer crease pallor)、舌乳頭萎縮、青色強膜などの所見も見られる。匙状爪が鉄欠乏性貧血の4%にみられるのに対して、青色強膜の頻度は87%という報告がある[7]。

### 合併症
- プランマー・ヴィンソン症候群（Plummer-Vinson症候群、英: Plummer-Vinson syndrome）
プランマー・ヴィンソン症候群は舌炎、口角炎、嚥下障害を三徴とする症候群。
  - 病態
粘膜細胞も細胞代謝に鉄を要することから、プランマー・ヴィンソン症候群を合併する。
  - 症状
三大症状は、舌炎、口角炎、嚥下障害。
- 異食症（ピカ）・異味症
特定の非栄養物質を強迫的・常習的摂取する症候。特に氷を異常な量、食べてしまう氷食症のケースが多い。茶葉を食べるなどもみられる。

## 検査
- 血液検査

典型的な検査結果パターン
1. Hb（ヘモグロビン） 低下
2. Ht（ヘマトクリット） 低下
3. MCV（平均赤血球容積） 低下
4. MCH（平均赤血球色素量） 低下
5. Fe（血清鉄） 低下
6. フェリチン 低下
7. TIBC 上昇

- 血清生化学検査
  - 鉄が欠乏するので、血清鉄が減少し、血清フェリチン（貯蔵鉄量を反映する）が減少する。また、総鉄結合能(TIBC)、不飽和鉄結合能(UIBC)が上昇する。
  - 末梢血塗沫染色標本検査
造血能が保たれていれば赤血球の数が相対的に多く、中身が相対的に不足して小球性低色素性貧血を来たす。赤血球は中身が減って薄っぺらくなる。薄っぺらくなった赤血球を菲薄赤血球と言う。様々な大きさの赤血球が見られる。様々な大きさの赤血球を大小不同の赤血球と言う。大小不同の菲薄赤血球が見られる。また、網状赤血球も減少する（数値的には正常のこともある）。
- 先に述べた原因疾患の探究も必要である（便潜血検査・内視鏡等消化管検査、婦人科受診など）。

## 治療
鉄欠乏性貧血の原因疾患がある場合にはそちらの治療も行う。

### 鉄剤
鉄剤は可能な限り経口投与とする。鉄剤にはクエン酸第一鉄ナトリウム（商品名フェロミア、1錠50mgで1日に100mgから200mgを分2で投与）と硫酸鉄（商品名フェロ・グラデュメット、1錠105mgで1日105mgまたは210mgを分1または分2で投与）と溶性ピロリン酸第二鉄（商品名インクレミン、1日10mlから15mlを分2で投与する）がある。クエン酸第一鉄ナトリウムは硫酸鉄よりも緑茶に含まれるタンニンとの相互作用が少なく使いやすいことからクエン酸第一鉄ナトリウムが処方されることが多い。緑茶と鉄剤を同時に服用するとタンニンとの相互作用の結果、鉄の吸収が2⁄3に低下すると言われている が、吸収の低下が臨床的な治療効果には影響を与えない。また緑茶服用後60分後には鉄の吸収は抑制されなくなっている。なおビタミンCを同時投与すると鉄の吸収は増加する。硫酸鉄の方が錠剤が小さいため飲みやすい。
クエン酸第一鉄ナトリウムも硫酸鉄も消化器症状の副作用が有名であり、消化器症状が危惧される場合はテプレノン（商品名セルベックス）などの胃薬を併用する。溶性ピロリン酸第二鉄が経口の鉄剤では最も消化器症状が少ないため、消化器症状の副作用が出た場合は溶性ピロリン酸第二鉄を用いることもある。またクエン酸第一鉄ナトリウムを半分量で投与すると投与可能なこともある。この場合はフェロミア顆粒で1日25mgから50mg投与する。内服困難な場合は点滴で鉄剤の投与をする。含糖酸化鉄（商品名フェジン）40mgを10%ブドウ糖液20mlで希釈して2分以上で静注する。副作用のアナフィラキシーショックや鉄過剰症に注意が必要である。貧血症状が改善してヘモグロビンが正常化しても鉄剤は中止しない。フェリチンが25ng/mlと正常化するまで投与する。鉄欠乏性貧血の再発の危険性からフェリチンが45ng/mlとなるまで投与するべきという意見もある。投与総量の計算には中尾の式を用いることが多い
必要鉄量[mg] = (2.7×(16-Hb)+17) × BW

### 輸血
緊急で貧血を改善させる必要がある場合は輸血をする。